# Wasserkraftwerk Lanabregas
Das Wasserkraftwerk Lanabregas (albanisch Hidrocentrali i Lanabregasit), auch Wasserkraftwerk Selita (albanisch Hidrocentrali i Selitës), östlich von Tirana ist das älteste größere Wasserkraftwerk Albaniens.

## Geschichte
Bis nach dem Zweiten Weltkrieg beschränkte sich die Energieproduktion in Albanien auf Generatoren und ein paar wenige kleine thermische Kraftwerke, die knapp die wichtigsten Behörden und reichsten Familien der größeren Städte versorgten. In Vithkuq wurde 1933 zudem ein Kleinstwasserkraftwerk (630 Kilowatt) eröffnet. Die 15 kleinen Kraftwerke im Land erbrachten 1938 hatten eine Leistung von rund 3400 Kilowatt (über ein Drittel durch die drei Kraftwerke in Tirana) und produzierten rund 9 Millionen Kilowattstunden im Jahr. Nach der Machtübernahme durch die Kommunisten wurde beschlossen, die Elektrifizierung des Landes – zum Aufbau einer kommunistischen Wirtschaft – voranzutreiben. 1948 wurde für den Zweijahresplan 1948/49 der Bau eines ersten Wasserkraftwerks vorgesehen. Parallel dazu wurde in Tirana-Kombinat ein weiteres Wärmekraftwerk errichtet, um die neue Industrien in der Stadt mit Energie zu versorgen.
Die Arbeiten am Projekt wurden 1949 begonnen. Die Erstellung des Kraftwerks wie auch der anschließenden Stromverteilung erfolgte unter großer finanzieller, technischer und planerischer Hilfe der Sowjetunion. Am 8. November 1951 konnte das neue Wasserkraftwerk, benannt nach Wladimir Iljitsch Lenin, in Betrieb genommen werden.
2012 hat die Städtische Wasserversorgung von Tirana das Kraftwerk für 15 Millionen Euro vom albanischen Staat gekauft. Die Privatisierung dieses und weiterer Wasserkraftwerke führte in der Folge zu einer Strafanzeige.
Die Betreiber des Kraftwerks planen den Bau einer Windkraftanlage.

## Lage und Aufbau des Kraftwerks
Das Wasserkraftwerk liegt in Lanabregas, einem kleinen Dorf rund sechs Kilometer östlich des Stadtzentrums von Tirana am Fuße des Dajti. Das Kraftwerk liegt auf rund 318 m ü. A. Wenige hundert Meter nördlich verläuft die Lana, hier ein noch kleiner, vom Dajti herabstürzender Bach.
Das Wasser für das Kraftwerk wird über etwa ein Dutzend Kilometer aus dem Skanderbeggebirge östlich des Dajti herangeführt. Genutzt wird das Wasser der Karstquellen von Selita und von Shënmëri an der Westflanke des Mali me Gropa (bis zu 1250 m ü. A.). Das lange Leitungssystem umfasst sechs Tunnel, einen Düker, eine Pumpstation am Qafë Molla und zwei Turbinen. Allein der Tunnel durch den Dajti ist (mindestens) 1600 Meter lang. In diesem Tunnel wird Wasser auch zwischengespeichert. Das Wasser wird auf 980 m ü. A. gefasst. Die Fallhöhe des Wassers beträgt 630 Meter.
1963 wurde die Leistung des Kraftwerks erhöht. Die Leistung wird mit 5000 Kilowatt und die durchschnittliche Jahresproduktion mit 37 Millionen Kilowattstunden, die Kapazität mit 40 Millionen Kilowattstunden beziffert.
Das Wasser wird anschließend für die Wasserversorgung von Tirana verwendet.
Es gibt verschiedene Projekte zur Erhöhung der Stromproduktion und zur Erschließung weiterer Quellen im Skanderbeggebirge. Die Versorgung der rasch wachsenden Agglomeration ist eine große Herausforderung. Erwähnt wurden zusätzliche Quellen bei Shënmëri sowie Quellen bei Guri i Bardhe in der Gemeinde Mat.